# Борза, Андрей
Андрей Себастьян Борза (рум. Andrei Sebastian Borza; род. 12 ноября 2005, Румыния) — румынский футболист, левый защитник клуба «Рапид Бухарест».

## Клубная карьера
Борза — воспитанник футбольной Академии имени Георге Хаджи. 1 мая 2022 года дебютировал за «Фарул», выйдя в стартовом составе в матче чемпионата Румынии против клуба «ЧФР Клуж». В сезоне 2022/23 Борза стал полноценным игроком основного состава «Фарула», приняв участие в 36 матчах и забив 3 гола.

## Карьера в сборной
На данный момент Борза выступает за сборные Румынии до 19 лет, до 20 лет и до 21 года. Ранее также являлся игроком сборных возрастом до 15, до 16, до 17 лет.